# دانيال جيم روبر
دانيال جيم روبر (بالإنجليزية: Daniel C. Roper)‏ (و. 1867 – 1943 م) هو دبلوماسي، وسياسي من الولايات المتحدة الأمريكية .

## التعليم
تعلم في جامعة ديوك.

## روابط خارجية
- دانيال جيم روبر على موقع إن إن دي بي (الإنجليزية)